# Buket Uzuner
Pour les articles homonymes, voir Uzuner.
 (novembre 2023).
La mise en forme du texte ne suit pas les recommandations de Wikipédia : il faut le « wikifier ».
Les points d'amélioration suivants sont les cas les plus fréquents :
- Les titres sont pré-formatés par le logiciel. Ils ne sont ni en capitales, ni en gras.
- Le texte ne doit pas être écrit en capitales (les noms de famille non plus), ni en gras, ni en italique, ni en « petit »…
- Le gras n'est utilisé que pour surligner le titre de l'article dans l'introduction, une seule fois.
- L'italique est rarement utilisé : mots en langue étrangère, titres d'œuvres, noms de bateaux, etc.
- Les citations ne sont pas en italique mais en corps de texte normal. Elles sont entourées par des guillemets français : « et ».
- Les listes à puces sont à éviter, des paragraphes rédigés étant largement préférés. Les tableaux sont à réserver à la présentation de données structurées (résultats, etc.).
- Les appels de note de bas de page (petits chiffres en exposant, introduits par l'outil «  Source ») sont à placer entre la fin de phrase et le point final[comme ça].
- Les liens internes (vers d'autres articles de Wikipédia) sont à choisir avec parcimonie. Créez des liens vers des articles approfondissant le sujet. Les termes génériques sans rapport avec le sujet sont à éviter, ainsi que les répétitions de liens vers un même terme.
- Les liens externes sont à placer uniquement dans une section « Liens externes », à la fin de l'article. Ces liens sont à choisir avec parcimonie suivant les règles définies. Si un lien sert de source à l'article, son insertion dans le texte est à faire par les notes de bas de page.
- La présentation des références doit suivre les conventions bibliographiques. Il est recommandé d'utiliser les modèles {{Ouvrage}}, {{Chapitre}}, {{Article}}, {{Lien web}} et/ou {{Bibliographie}}. Le mode d'édition visuel peut mettre en forme automatiquement les références.
- Insérer une infobox (cadre d'informations à droite) n'est pas obligatoire pour parachever la mise en page.

Pour une aide détaillée, merci de consulter Aide:Wikification.
Si vous pensez que ces points ont été résolus, vous pouvez retirer ce bandeau et améliorer la mise en forme d'un autre article.
Buket Uzuner, née le 3 octobre 1955 à Ankara, est une écrivaine turque, autrice de romans, de nouvelles et de récits de voyages.

## Œuvres
Ses œuvres  sont traduites en de nombreuses langues, mais pas en français.

### Nouvelles
- Benim Adım Mayıs (1986)
- Ayın En Çıplak Günü (1988)
- Güneş Yiyen Çingene (1989)
- Karayel Hüznü (1993)
- Şairler Şehri (1994)
- Şiirin Kız kardeşi Öykü (2003)
- Yolda (2009)
- Kumral Ada Mavi Tuna
- İstanbullular
- Gallipoli
- Bir Yılbaşı Hikayesi (2013)

### Romans
- İki Yeşil Susamuru, Anneleri, Babaları, Sevgilileri ve Diğerleri (1991)
- Balık İzlerinin Sesi (1992)
- Kumral Ada Mavi Tuna (1997)
- Uzun Beyaz Bulut - Gelibolu (2001)
- İstanbullular (2007)
- Su- Uyumsuz Defne Kaman'ın Maceraları (2012)
- Toprak- Uyumsuz Defne Kaman'ın Maceraları (2015)

### Voyages
- Bir Siyah Saçlı Kadının Gezi Notları (1989)
- Şehir Romantiğinin Günlüğü (1998)
- New York Seyir Defteri (2000)

### Autobiographie
- Gümüş Yaz, Gümüş Kız (2002)

### Essais
- Selin ve Cem'le Yolculuklar (2004)
- Benim Adım İstanbul (2011)